# Chuck Noble
Charles E. "Chuck" Noble (Akron, Ohio, 24 de julio de 1931-Condado de San Juan, Florida, 7 de marzo de 2011) fue un jugador de baloncesto estadounidense que disputó 7 temporadas en la NBA, todas ellas con los Pistons. Con 1,92 metros de altura, jugaba en la posición de base. Fue All-Star en 1960.

## Trayectoria deportiva

### Universidad
Jugó durante 4 temporadas con los Cardinals de la Universidad de Louisville, entre 1951 y 1954. En su primera temporada apenas participó en 4 partidos, promediando 4 puntos por partido. Ya en su segundo año pasó a ser uno de los titulares del equipo, siendo el tercer mejor anotador de los Cardinals con 12,3 puntos por partido.
En su temporada júnior se convirtió en el líder del equipo, siendo nombrado capitán del mismo, promediando 17,0 puntos por partido, algo que repetiría al año siguiente, en su última temporada como universitario, en la que promedió 17,2 puntos por partido. Fue elegido para el Salón de la Fama de su universidad, y su camiseta con el número 16 fue retirada como homenaje.

### Profesional
Fue elegido en el puesto 30, en la cuarta ronda del Draft de la NBA de 1954 por Philadelphia Warriors, pero tras un año en los Akron Goodyear Wingfoots de la National Industrial Basketball League, fichó en la temporada 1955-56 por los Fort Wayne Pistons, jugando desde el primer momento con base titular del equipo. Promedió 9,5 puntos, 3,9 asistencias y 3,6 rebotes por partido. El equipo llegó a las Finales de la NBA, perdiendo ante Philadelphia Warriors por 4-1. Al año siguiente una lesión le hizo perderse buena parte de la temporada, perdiendo su sitio en el quinteto inicial en favor de Gene Shue, en la que iba a ser la última temporada del equipo en Fort Wayne (Indiana).
En la temporada 1957-58 los Pistons se trasladaron a Detroit, y con ellos Chuck Noble, que continuó durante dos años como base suplente. La situación cambió en 1959, cuando pasó a desempeñar labores de escolta, acabando el año promediando 11,3 puntos, 4,6 asistencias y 3,5 rebotes, siendo elegido para disputar el que sería su único All Star Game, en el que jugó 11 minutos, fallando sus cinco lanzamientos a canasta, y repartió 3 asistencias.
Jugó dos temporadas más en Detroit, perdiendo protagonismo paulatinamente, retirándose al finalizar la 1961-62, con 30 años de edad. En el total de su trayectoria profesional promedió 8,0 puntos, 3,3 asistencias y 2,6 rebotes por partido.

## Estadísticas de su carrera en la NBA

### Temporada regular
| Año      | Equipo     | PJ  | MPP  | %TC  | %TL  | RPP | APP | PPP  |
| -------- | ---------- | --- | ---- | ---- | ---- | --- | --- | ---- |
| 1955–56  | Fort Wayne | 72  | 28.0 | .352 | .749 | 3.6 | 3.9 | 9.5  |
| 1956–57  | Fort Wayne | 54  | 23.3 | .360 | .745 | 2.5 | 3.3 | 8.8  |
| 1957–58  | Detroit    | 61  | 22.3 | .331 | .727 | 2.3 | 2.5 | 7.4  |
| 1958–59  | Detroit    | 65  | 14.4 | .338 | .735 | 1.8 | 1.8 | 7.1  |
| 1959–60  | Detroit    | 58  | 27.9 | .357 | .732 | 3.5 | 4.6 | 11.3 |
| 1960–61  | Detroit    | 75  | 22.1 | .346 | .713 | 2.4 | 3.8 | 6.3  |
| 1961–62  | Detroit    | 26  | 13.9 | .283 | .533 | 1.7 | 2.4 | 2.8  |
| Total    | Total      | 411 | 22.4 | .346 | .731 | 2.6 | 3.3 | 8.0  |
| All-Star | All-Star   | 1   | 11.0 | .000 | –    | 1.0 | 3.0 | .0   |

### Playoffs
| Año   | Equipo     | PJ | MPP  | %TC  | %TL   | RPP | APP | PPP  |
| ----- | ---------- | -- | ---- | ---- | ----- | --- | --- | ---- |
| 1956  | Fort Wayne | 10 | 26.1 | .315 | .941  | 3.0 | 4.1 | 7.4  |
| 1957  | Fort Wayne | 2  | 22.5 | .385 | .500  | 1.5 | 2.0 | 10.5 |
| 1958  | Detroit    | 7  | 10.3 | .211 | .500  | 1.9 | .9  | 2.9  |
| 1959  | Detroit    | 3  | 9.3  | .294 | 1.000 | .0  | .3  | 4.0  |
| 1960  | Detroit    | 2  | 30.5 | .269 | –     | 4.5 | 6.5 | 7.0  |
| 1961  | Detroit    | 5  | 24.8 | .444 | .714  | 1.6 | 4.2 | 9.0  |
| Total | Total      | 29 | 20.4 | .324 | .778  | 2.2 | 3.0 | 6.4  |